# Costifrons pernix
Costifrons pernix là một loài tò vò trong họ Ichneumonidae.